# سركون داؤود
سركون داؤود (بالسويدية: Sargon Daoud)‏ مغني سويدي-سوري.

## حياته
ولد عام 1975 في القامشلي، في الجزيرة السورية من أب وأم سريانيين. وعاش في رميلان، في عائلة من أربع شباب وأربع صبايا. كان رياضيا مارس كروة القدم في نادي رميلان أربغة عشر سنة وكان هدّاف الفريق. بدأ بالغناء في عمر مبكر وشارك في مهرجان طلائع البعث ممثلا دير الزور، كما كان كشافا في مراهقته. إنتقل إلى خدمة الجيش الإجباري حيث كان له في الجيش نشاطات غنائية ورياضية، حيث كان في فريق الجيش. بعد انتهاء خدمته، عمل في تصويج السيارات في رميلان. كما شكل عام 1996 فريقا غنائيا باسم «مونتانا» مؤديا أغان غربية وسريانية ومردلية وأشورية وغيرها.
هاجر إلى السويد عام 2003 وحائز على الجنسية السويدية. غنى في سوريا ولبنان وفي المهاجر. شارك في مهرجانات عربية وسريانية وفي الإكس فاكتور دون أن يكمّل. عمل صواجا في السويد ومن ثم أسس شركة للمقاولات في السويد. كما كمّل حياته الفنية بأغان عدة وشكّل فريقا موسيقيا باسم تيغريس أو Tigris 
أصدر سيدي سرياني وسيدي منوعات واغانيي افرادية كما له أفلام فيديو موسيقية مثل «ايقهوثو» و «ضلالتي» و«ايميلي» وغيرها وأكثر من 50 أغنية سريانية ومردينية. له ثلاث البومات سريانية و 14 أغنية افرادية سريانية والبومين مردالي
سركون داؤود متزوج من فالنتينا داؤود ورزق منها بولد إسمه رابي.